# Citharinus citharus
Citharinus citharus es una especie de peces de la familia Citharinidae en el orden de los Characiformes.

## Subespecies
- Citharinus citharus citharus  (Geoffroy Saint-Hilaire, 1809
- Citharinus citharus intermedius  (Worthington, 1932.[1][2]